# Guo Hanyu
Guo Hanyu (kinesisk: 郭涵煜, født 18. maj 1998 i Zhengzhou, Kina) er en professionel tennisspiller fra Kina.